# Escola d'Alts Estudis Comercials
L'Escola d'Alts Estudis Comercials era una escola normal que va ser creada per la Mancomunitat de Catalunya el amb la finalitat de formar el professorat de les Escoles Locals de Comerç creades en diverses ciutats catalanes (Tarragona, Lleida, Reus i Sabadell) al novembre de 1916. Va ser suprimida el 1923 per la dictaduraa de Primo de Rivera. Va reobrir el 1930 com a Institució d'Estudis Comercials fins al 1936.
El projecte va ser aprovat pel Consell permanent de la Mancomunitat de Catalunya el 28 de febrer de 1918. L'escola va ser inaugurada el 3 de novembre del mateix any. Els alumnes del Centre Autonomista de Dependents del Comerç i de la Indústria (CADCI) eren admesos sense necessitat d'examen previ. Es tractava d'enfortir l'organització del comerç català molt beneficiada per la neutralitat espanyola davant la Primera Guerra Mundial però que aviat hauria de fer front a dos perills quan s'acabés el conflicte bèl·lic: la competència estrangera i la manca d'una sòlida estructura i cultura comercial catalana.
Inicialment van crear-se cinc grups d'estudis, de dos cursos cada un, i dos anys més tard s'afegiren tres nous grups d'ensenyaments. Les matèries quedaven distribuïdes les matèries en vuit grups diferents: 1. Geografia econòmica; 2. Mercologia; 3. Organització d'empreses mercantils; 4. Aritmètica mercantil, estadística comercial i assegurances; 5. Dret del comerciant; 6. Transports, duanes i política mercantil; 7. Moneda, banca i canvi internacional; i 8. Teoria de l'economia i política social.
També instrueix, entre d'altres, els corredors de comerços, agents de canvi i borsa, organitzadors i directors de comptabilitat, revisadors comptables, dependents de banca i companyies i agències d'assegurances, funcionaris de duanes, experts de cases d'importació i exportació, pèrits tecnicomercòlegs, empleats d'empreses de transports, empleats d'agències de transports, funcionaris del cos de correus, funcionaris de la carrera consolar, funcionaris del cos d'auxiliars de comptabilitat de l'estat, secretaris d'associacions obreres i patronals i de cooperatives, organitzadors i directors d'empreses mercantils. Entre 1918 i 1923 hi assistiren uns quatre cents alumnes.
Entre el seu professorat va tenir Pere Coromines, Manuel Reventós, Miquel Vidal, Josep M. Tallada.
Es va fundar perquè la Universitat de Barcelona no tenia cap facultat de ciències econòmiques en aquell moment.